# Panagrobelus topayi
Panagrobelus topayi is een rondwormensoort. De wetenschappelijke naam van de soort is voor het eerst geldig gepubliceerd in 1960 door Andrássy.